# Anele Ngcongca
Anele Ngcongca (Ciudad del Cabo, Sudáfrica; 20 de octubre de 1987-Durban, KwaZulu-Natal; 23 de noviembre de 2020) fue un futbolista sudafricano que jugaba de defensa. Además, fue internacional con la selección de fútbol de Sudáfrica.
Emigró de Sudáfrica sin haber jugado en la máxima división de su país.

## Trayectoria
Empezó su carrera como mediocampista en el ahora difunto club F. C. Fortune.
El 5 de septiembre de 2007 el K. R. C. Genk anunció su contratación quien firmó por 4 años. Según la prensa sudafricana, el club belga pagó alrededor de 500 000 euros.

## Selección nacional
Fue internacional con la selección de fútbol de Sudáfrica en 53 ocasiones.
Debutó con su selección ante Japón en un amistoso realizado en noviembre de 2009. Fue convocado a la Copa Mundial de Fútbol de 2010 realizada en su país.

### Participaciones en Copas del Mundo
| Mundial                        | Sede      | Resultado    | Partidos | Goles |
| ------------------------------ | --------- | ------------ | -------- | ----- |
| Copa Mundial de Fútbol de 2010 | Sudáfrica | Primera fase | 1        | 0     |

## Muerte
Falleció el 23 de noviembre de 2020, en un accidente vehicular en la Ruta Nacional 2 de Sudáfrica, cerca de la ciudad de Durban.

## Clubes
| Club                        | País      | Año       |
| --------------------------- | --------- | --------- |
| F. C. Fortune               | Sudáfrica | 2003-2007 |
| K. R. C. Genk               | Bélgica   | 2007-2016 |
| E. S. Troyes A. C. (cedido) | Francia   | 2015-2016 |
| Mamelodi Sundowns F. C.     | Sudáfrica | 2016-2020 |
| K. S. V. Roeselare          | Bélgica   | 2020      |

## Palmarés

### Títulos nacionales
| Título                       | Club                    | País      | Año  |
| ---------------------------- | ----------------------- | --------- | ---- |
| Copa de Bélgica              | K. R. C. Genk           | Bélgica   | 2009 |
| Jupiler Pro League           | K. R. C. Genk           | Bélgica   | 2011 |
| Supercopa de Bélgica         | K. R. C. Genk           | Bélgica   | 2011 |
| Copa de Bélgica              | K. R. C. Genk           | Bélgica   | 2013 |
| Premier Soccer League        | Mamelodi Sundowns F. C. | Sudáfrica | 2018 |
| Premier Soccer League        | Mamelodi Sundowns F. C. | Sudáfrica | 2019 |
| Copa de la Liga de Sudáfrica | Mamelodi Sundowns F. C. | Sudáfrica | 2019 |

### Títulos internacionales
| Título              | Club                    | País      | Año  |
| ------------------- | ----------------------- | --------- | ---- |
| Supercopa de la CAF | Mamelodi Sundowns F. C. | Sudáfrica | 2017 |